# 殺さない彼と死なない彼女
『殺さない彼と死なない彼女』（ころさないかれとしなないかのじょ、英称：He Won't Kill, She Won't Die）は、世紀末による日本の4コマ漫画作品、およびその実写映画化作品。

## 概要
Twitterに投稿した作品が話題となった世紀末のデビュー作で、3つの恋愛物語「きゃぴ子」「君が代ちゃん」「殺さない彼と死なない彼女」を、ネットで公開しているものに新規エピソードをプラスして全面的に描き直しし、完全新作として2017年に単行本化した。
2019年に実写映画化された。
2021年にはエピローグ的続編の『殺さない彼と死なない彼女 After』が出版された。

## 書誌情報
- 世紀末『殺さない彼と死なない彼女』KADOKAWA、2017年3月23日発売[2]、ISBN 978-4-04-601776-5
- 世紀末『殺さない彼と死なない彼女 After』KADOKAWA、2021年5月26日発売[3]、ISBN 978-4-04-604024-4

## 映画
小林啓一監督、間宮祥太朗と桜井日奈子の主演で映画化された。2019年11月15日公開。

### 概要
原作では別々の高校が舞台となっている「きゃぴ子」「君が代ちゃん」「殺さない彼と死なない彼女」の舞台を同じ高校にして、ストーリーを再構築している。原作のきゃぴ子が堀田きゃぴ子、地味子が宮定澄子（地味子）、国歌君が代が大和撫子、千代八千代が宮定八千代という名前にそれぞれ変えられている。また原作では無関係な地味子と八千代が姉弟に設定されている。

### あらすじ
優しい死にたがりの鹿野なな（桜井日奈子）は、リストカットをしているとして学年で有名。「殺す」が口癖の小坂れい（間宮祥太朗）は、ゴミ箱に入っていた蜂の死骸を取り出して校庭に埋めた鹿野に興味を持つようになる。ちなみになぜ鹿野がリスカをしているのか、なぜ死にたいと思っているのかは明らかになっていない。
八千代（ゆうたろう）に告白することが日課の撫子（箭内夢菜）は、高校受験の時に、となりの席の八千代が消しゴムを貸してくれたきっかけで八千代を好きになった。初めて告白をする日に誤ってリスカをしてしまったところを大学生になったばかりの鹿野ななに見られ、2人は会話を交わす。そしてその後八千代に初めて告白をする。振られたが、その後も撫子は懸命に何度も告白をするが、「僕は君のことを好きじゃない」とあしらわれてしまう。八千代に八千代が行きたがっていた映画のチケットを見せると、「行く！」と言われたので2人で映画を観に行くことになる。
八千代は、幼少期の頃幼馴染でもあり、初恋でもあるさっちゃん（佐藤玲）が妊娠し、八千代に「子供のあんたには分かんないよ」と言われたことで、恋が出来なくなってしまう。撫子と映画を見終わった後、さっちゃんと、その子供と再会する。
全人類に愛されたいきゃぴ子（堀田真由）は、シングルマザーの家庭で育ち、奔放な性格の母親に愛されずに育てられた。それ故に、今までに沢山の男性と付き合ってきた。だが真剣に付き合い、振られるのが嫌だから自分から振ることが多い。とにかく地味な地味子（恒松祐里）は、八千代の姉であり、きゃぴ子の幼稚園からの幼馴染。きゃぴ子の事がほっとけなく、きゃぴ子のヒーローでもある。きゃぴ子が振られて落ち込んでいた時も励ましてくれた。2人は1年生の頃通っている世紀末高校の生徒がサイコキラーくん（中尾暢樹）に殺され、その葬式に行ったことがある。

### キャスト
- 小坂れい：間宮祥太朗
- 鹿野なな：桜井日奈子
- 宮定澄子（地味子）：恒松祐里
- 堀田きゃぴ子：堀田真由
- 大和撫子：箭内夢菜
- 宮定八千代：ゆうたろう
- イケメンくん：金子大地
- サイコキラーくん：中尾暢樹
- さっちゃん：佐藤玲
- きゃぴ子の母：佐津川愛美
- 小坂の母：森口瑤子
- 田中先生：田中壮太郎
- 鎌瀬犬子：安倍乙

### スタッフ
- 監督・脚本：小林啓一
- 原作：世紀末『殺さない彼と死なない彼女』（KADOKAWA刊）
- 音楽：奥華子
- 撮影：野村昌平
- プロダクションデザイナー：竹渕絢子
- 装飾：小森晴加
- 録音：日高成幸
- ビューティーディレクター：ビューティ★佐口
- 持ち道具：森下まりこ、大沼七海
- 主題歌：奥華子「はなびら」
- 助監督：田中綱一
- 配給：KADOKAWA、ポニーキャニオン
- 制作プロダクション：マイケルギオン
- 製作：「殺さない彼と死なない彼女」製作委員会

### エピソード
主演の間宮祥太朗は本作公開の直前にプライベートで雨の日に転倒し、左足を骨折して全治1か月のけがを負ったため、2019年11月15日に行われた初日舞台あいさつには松葉づえ姿で登場した。

### 受賞歴
- 第29回日本映画批評家大賞
  - 新人監督賞
  - 主演男優賞（間宮祥太朗）